# Cryphia leander
Cryphia leander là một loài bướm đêm trong họ Noctuidae.